# Gare d'Eguisheim
La gare d'Eguisheim est une gare ferroviaire française, non exploitée, de la ligne de Strasbourg-Ville à Saint-Louis, située sur le territoire de la commune d'Eguisheim dans le département du Haut-Rhin en région Alsace.
Elle est mise en service en 1841 par la Compagnie du chemin de fer de Strasbourg à Bâle et fermée par la Société nationale des chemins de fer français (SNCF). Le bâtiment des voyageurs n'existe plus.

## Situation ferroviaire
Établie à 174 mètres d'altitude, la gare d'Eguisheim était située au point kilométrique (PK) 69,951 de la ligne de Strasbourg-Ville à Saint-Louis entre les gares de Colmar et de Herrlisheim-près-Colmar.

## Histoire
La « station d'Eguisheim » est mise en service le 15 août 1841 par la Compagnie du chemin de fer de Strasbourg à Bâle, lorsqu'elle ouvre à l'exploitation la section de Colmar à Mulhouse. Elle est établie, à seulement deux kilomètres de la station suivante, sur le territoire du ban communal d'Eguisheim, ancienne petite ville de 2 117 habitants.
Du 15 août 1841 au 31 mai 1842 la station d'Eguisheim délivre des billets à 7 139 voyageurs pour une recette de 5 410,60 francs, auquel s'ajoute 100,80 francs pour le service des bagages et marchandises.

## Service des voyageurs
Gare fermée